# Forest megye (Pennsylvania)
Forest megye az Amerikai Egyesült Államokban, azon belül Pennsylvania államban található. Megyeszékhelye Tionesta, legnagyobb városa Marienville. Lakosainak száma 6973 fő (2020. április 1.). Forest megye Warren, McKean, Elk, Clarion, Venango és Jefferson megyékkel határos.

## Népesség
A megye népességének változása:
| Lakosok száma | 7707 | 7746 | 7659 | 7631 | 7410 | 6973 |
|               | 2010 | 2011 | 2012 | 2013 | 2015 | 2020 |